# Escape from Bug Island
Escape from Bug Island (Necro-Nesia no Japão e Europa) é um jogo de video game estilo survival horror, desenvolvido pela Spike, exclusivamente para o console Nintendo Wii. O jogador usa o controle analog para mover o personagem; e balança o Wii Remote para matar os insetos que pulam no corpo do personagem. O jogo foi um título de lançamento para o Wii no Japão.

## Personagens
- Ray: É o personagem principal. Um novato na universidade, ele detesta insetos. Em fatp, a única razão no qual ele vai a ilha com seus amigos é confessar seu amor por Michelle, a qual adora insetos.
- Mike: Melhor amigo de Ray. Sabe sobre os sentimentos de Ray por Michelle. Durante um acampamento, Mike declara seu amor por Michelle, sabendo que Ray estava planejando fazer o mesmo.
- Michelle: Adora insetos. Depois da confessão de Mike, ela sai para caminhar. Depois que Mike e Michelle somem é quando Ray decide procurar por eles.

## Recepção
Durante a E3, a maioria das críticas dadas pela imprensa ao jogo eram negativas. De acordo com a IGN a jogabilidade é um "vácuo de qualquer coisa que pode se assemelhar ao divertimento". Outras críticas incluem gráficos pobres, controles inábeis (especialmente durante as lutas) e direção de animação ruim. Porém, uma revista japonesa de jogos, Famitsu, prêmiou o jogo com um pontuação de 28 de 40.